# Vaccinium tectiflorum
Vaccinium tectiflorum är en ljungväxtart som beskrevs av Danet. Vaccinium tectiflorum ingår i Blåbärssläktet, och familjen ljungväxter. Inga underarter finns listade i Catalogue of Life.